# Фінал Кубка Стенлі 1986
Фінал Кубка Стенлі 1986 (англ. Stanley Cup Finals) — 94-й загалом фінал Кубка Стенлі та сезону 1985–1986 у НХЛ між командами «Калгарі Флеймс» та «Монреаль Канадієнс». Фінальна серія стартувала 16 травня в Калгарі, а фінішувала 24 травня перемогою «Монреаль Канадієнс».
У регулярному чемпіонаті «Монреаль Канадієнс» фінішували другими в дивізіоні Адамса Конференції Принца Уельського набравши 87 очок, а «Калгарі Флеймс» посіли друге місце в дивізіоні Смайт Конференції Кларенса Кемпбела з 89 очками.
У фінальній серії перемогу здобули «Монреаль Канадієнс» 4:1. Приз Кона Сміта (найкращого гравця фінальної серії) отримав воротар «Монреаль Канадієнс» Патрік Руа.

## Шлях до фіналу
| Західна конференція     |          |                 |                   |                                        |
| Стадія                  | Суперник | Суперник        | Загальний рахунок | Результати матчів                      |
| Чвертьфінал конференції | С3       | Вінніпег Джетс  | 3 : 0             | 5:1, 6:4, 4:3 (ОТ)                     |
| Півфінал конференції    | С1       | Едмонтон Ойлерз | 4 : 3             | 4:1, 5:6 (ОТ), 3:2, 4:7, 4:1, 2:5, 3:2 |
| Фінал конференції       | Н3       | Сент-Луїс Блюз  | 4 : 3             | 2:3, 8:2, 5:3, 2:5, 4:2, 5:6 (ОТ), 2:1 |

| Східна конференція      |          |                    |                   |                                             |
| Стадія                  | Суперник | Суперник           | Загальний рахунок | Результати матчів                           |
| Чвертьфінал конференції | А3       | Бостон Брюїнс      | 3 : 0             | 3:1, 3:2, 4:3                               |
| Півфінал конференції    | А4       | Гартфорд Вейлерс   | 4 : 3             | 1:4, 3:1, 4:1, 1:2 (ОТ), 5:3, 0:1, 2:1 (ОТ) |
| Фінал конференції       | П4       | Нью-Йорк Рейнджерс | 4 : 1             | 2:1, 6:2, 4:3 (ОТ), 0:2, 3:1                |

## Арени
| Калгарі              | Скоушабенк-Седдлдоум Монреаль Форумclass=notpageimage\| Арени фіналу Кубка Стенлі 1986 | Монреаль          |
| Скоушабенк-Седдлдоум | Скоушабенк-Седдлдоум Монреаль Форумclass=notpageimage\| Арени фіналу Кубка Стенлі 1986 | Монреаль Форум    |
| Місткість: 16 605    | Скоушабенк-Седдлдоум Монреаль Форумclass=notpageimage\| Арени фіналу Кубка Стенлі 1986 | Місткість: 17 959 |
|                      | Скоушабенк-Седдлдоум Монреаль Форумclass=notpageimage\| Арени фіналу Кубка Стенлі 1986 |                   |

## Серія
| 16 травня 1986 | Монреаль Канадієнс | 2 : 5 (1:2, 0:0, 1:3) | Калгарі Флеймс | Скоушабенк-Седдлдоум, Калгарі |

| Протокол                                 | Протокол                 | Протокол | Протокол    | Протокол |
| ---------------------------------------- | ------------------------ | --- | ----------- | -------- |
|                                          | Патрік Руа (00:00-59:10) | Голкіпери | Майк Вернон |          |
| Матс Неслунд (06:04) Кріс Челіос (57:56) |                          | Джон Тонеллі (12:08) Джим Пеплінскі (19:11) Ден Квінн (42:14) Ленні Мак-Дональд (43:33) Даг Райзброу (59:35) |             |          |
| 43 хв.                                   | Вилучення                | 49 хв. |             |          |
| 24                                       | Кидки                    | 30 |             |          |

| 18 травня 1986 | Монреаль Канадієнс | 3 : 2 (ОТ) (0:1, 1:1, 1:0, 1:0) | Калгарі Флеймс | Скоушабенк-Седдлдоум |

| Протокол                                                         | Протокол   | Протокол                                    | Протокол    | Протокол |
| ---------------------------------------------------------------- | ---------- | ------------------------------------------- | ----------- | -------- |
|                                                                  | Патрік Руа | Голкіпери                                   | Майк Вернон |          |
| Пол Рейнгарт (20:15) Девід Мейлі (43:30) Браян Скрудленд (60:09) |            | Джон Тонеллі (09:06) Гастон Жинграс (23:45) |             |          |
| 41 хв.                                                           | Вилучення  | 31 хв.                                      |             |          |
| 35                                                               | Кидки      | 22                                          |             |          |

| 20 травня 1986 | Калгарі Флеймс | 3 : 5 (2:4, 1:1, 0:0) | Монреаль Канадієнс | Монреаль Форум, Монреаль |

| Протокол                                                        | Протокол                                              | Протокол                                                                                           | Протокол   | Протокол |
| --------------------------------------------------------------- | ----------------------------------------------------- | -------------------------------------------------------------------------------------------------- | ---------- | -------- |
|                                                                 | Майк Вернон (00:00-19:39) Режан Лемелен (19:39-60:00) | Голкіпери                                                                                          | Патрік Руа |          |
| Джо Маллен (05:45) Джоел Отто (17:59) Ленні Мак-Дональд (27:13) |                                                       | Матс Неслунд (06:50) Боббі Сміт (18:25) Матс Неслунд (19:17) Боб Гейні (19:33) К'єль Далін (39:22) |            |          |
| 68 хв.                                                          | Вилучення                                             | 58 хв.                                                                                             |            |          |
| 26                                                              | Кидки                                                 | 29                                                                                                 |            |          |

| 22 травня 1986 | Калгарі Флеймс | 0 : 1 (0:0, 0:0, 0:1) | Монреаль Канадієнс | Монреаль Форум |

| Протокол | Протокол                  | Протокол           | Протокол                 | Протокол |
| -------- | ------------------------- | ------------------ | ------------------------ | -------- |
|          | Майк Вернон (00:00-59:32) | Голкіпери          | Патрік Руа (00:00-59:56) |          |
|          |                           | Клод Лем'є (51:10) |                          |          |
| 86 хв.   | Вилучення                 | 90 хв.             |                          |          |
| 15       | Кидки                     | 24                 |                          |          |

| 24 травня 1986 | Монреаль Канадієнс | 4 : 3 (1:0, 1:1, 2:2) | Калгарі Флеймс | Скоушабенк-Седдлдоум |

| Протокол                                                                           | Протокол                 | Протокол                                                 | Протокол                  | Протокол |
| ---------------------------------------------------------------------------------- | ------------------------ | -------------------------------------------------------- | ------------------------- | -------- |
|                                                                                    | Патрік Руа (00:00-59:56) | Голкіпери                                                | Майк Вернон (00:00-59:32) |          |
| Гастон Жинграс (06:53) Браян Скрудленд (30:49) Рік Грін (50:11) Боббі Сміт (50:30) |                          | Стів Божек (27:17) Стів Божек (56:46) Джо Маллен (59:14) |                           |          |
| 90 хв.                                                                             | Вилучення                | 86 хв.                                                   |                           |          |
| 24                                                                                 | Кидки                    | 15                                                       |                           |          |

| Володар Кубка Стенлі 1986                |
| ---------------------------------------- |
| Монреаль Канадієнс двадцять третій титул |

## Володарі Кубка Стенлі
| Володарі Кубка Стенлі «Монреаль Канадієнс» | Воротарі: Патрік Руа, Дуг Сетарт Захисники: Рік Грін, Том Курверс, Ларрі Робінсон, Кріс Челіос, Крейг Людвіг, Петр Свобода, Гастон Жинграс, Джон Кордич Нападники: Боббі Сміт, Гі Карбонно, Люсьєн Деблуа, Майк Макфі, Майк Лалор, Боб Гейні (К), Девід Мейлі, Раян Волтер, Серж Бойсвер, Маріо Трембле, К'єль Далін, Матс Неслунд, Стів Руні, Кріс Нілан, Клод Лем'є, Стефан Ріше Головний тренер: Жан Перрон Генеральний менеджер: Серж Савар |